# Saša Zajc
Saša Zajc, nekdanji slovenski fotomodel in manekenka ter udeleženka lepotnih tekmovanj, * 1947 ali 1948, Ljubljana
Je prva miss Universe Slovenije in edina Slovenka, ki je postala miss Evrope. Je prva Slovenka, ki se je udeležila tega tekmovanja.
Z osvojitvijo evropskega naslova po tedanjih pravilih ni več smela nastopati na lepotnih tekmovanjih, si je pa z njim odprla pot k manekenskemu delu v tujini, predvsem v Franciji in Grčiji. Bila je ekskluzivni fotomodel podjetja Gorenje. Kot miss Evrope je nastopala v njihovih tiskanih oglasih.
Bila je na naslovnici prve številke revije Jana, ki je izšla 29. decembra 1971. Na njej je nosila krzno iz polarne lisice. Leta 1970 je predstavila prvi push up nedrček znamke Lisca.
Kasneje je delala v oglaševanju, v podjetju Ara s kolegico z lepotnih tekmovanj.

## Lepotna tekmovanja

### Miss Slovenije
Bila je prodajalka (uslužbenka) pri ljubljanskem konfekcijskem podjetju Obrtnik. Hodila je s propagandistom pri nekem ljubljanskem podjetju in živela v Savskem naselju. Želela si je postati priložnostna manekenka. Vabilo na Miss Slovenije je dobila, ko so bile opažene njene fotografije, ki jih je posnel Stane Jerko, fotograf revije Maneken. Na tekmovanju Miss Slovenije 1967 je postala 1. spremljevalka. Na Miss Jugoslavije 1967 je postala 2. spremljevalka. Po udeležbi na tem tekmovanju je imela veliko dela z modnimi revijami. Predstavljala je obleke svojega in drugih podjetij. Vse skupaj je bilo bolj interne narave.

### Miss Universe Slovenije
Zmagala je na Miss Universe Slovenije 1968. Bila je prva spremljevalka na Miss Universe Jugoslavije 1968, kar ji je prineslo uvrstitev na tekmovanje Miss Evrope 1969. Udeležba na tem tekmovanju ji je tudi omogočila, da je postala prava manekenka.

### Miss Evrope 1969
Naslov miss Evrope 1969 je osvojila v Rabatu, prestolnici Maroka. Tekmovalke so se morale naličiti same, vprašanja so jim zastavljali za odrom. Tekmovanje ni bilo televizijsko šov. Preproge, ki jih je dobila za nagrado, je hitro prodala v treh mesecih bivanja v Franciji. V spomin so ji ostali pokal, srebrni krožnik, spominki in fotografije. V Gorenju, njenem takratnem sponzorju, so ji podarili pralni stroj, ki ga je dala materi.

#### Sprejem po zmagi
Iz Rabata se je vrnila v Beograd. Ponjo je Gorenje poslalo posebno letalo, da jo je pripeljalo na slovenjegraško letališče. V šali so jo »ugrabili« novinarji celjskega Novega tednika in jo z drugim letalom odpeljali v Celje, kar je bila ideja Janeza Severja, ki se mu je ponesrečila kraja neveste ob prazniku Piva in cvetja. V roke so ji dali kunca. Ponudili so ji kruh, sol in medico. Potem je obiskala Velenje iz Šaleka s kočijo, v spremstvu fantov v Stopovih suknjičih, Eda Hrauskyja (odgovornega urednika revije Stop) in svojega zaročenca. Pred Sodobno opremo so jo »zašrangali«. Pri vhodu v tovarno jo je pozdravil Ivan Atelšek, generalni direktor Gorenja. Na sejmu bele tehnike v Beogradu je bila gostja Gorenjevega razstavnega prostora.

## Manekenstvo
Po zmagi na Miss Evrope je bila dve leti v Beogradu kot pogodbena manekenka. Ker je bila uslužbenka pri konfekcijskem podjetju Obrtnik, je kot »lepotica Evrope in novoletno presenečenje« v novomeški Novi modi konec decembra 1969 prodajala obleke, pomerjala modele in se pogovarjala s kupci. Leta 1970 je delala pri modni konfekciji Krim (preoblikovan Obrtnik) v Ljubljani, bila je model za njihova oblačila. Zaradi sprememb v podjetju je bila pri njih uradno zaposlena, čeprav je bila kot model vedno odsotna.
Nastopila je na modnih revijah podjetja Jutranjka in »Čateška noč«. Konec šestdesetih in v začetku sedemdesetih je v bila v tiskanih oglasih podjetja Lisca model za kopalke in spodnje perilo. Predstavila je tudi izdelke podjetja Rašica.
Zajčeva je doživela razcvet oglaševanja in s tem posledično manekenskega poklica v sedemdesetih letih v Sloveniji. Za slovenske manekenke je skrbel Center za sodobno oblačenje in opremo v Ljubljani. Slovenske manekenke so bile podcenjene in po mnenju Zajčeve plačane slabše od zagrebških in beograjskih. Modeli, ki so bili dobri, so se selili v tiste kraje za boljšim zaslužkom, tako kot pevci. Zajčeva je delala na revijah v Jugoslaviji, Franciji, Španiji, Češkoslovaškem in v Sovjetski zvezi. V Parizu so jo naučili pravilnega ličenja, vendar je tam veliko več delala. Kopalk na revijah ni rada nosila.
Visoka je 172 centimetrov. Bila je manekenka rjavih las in polnejše postave. Raje je delala na modnih brveh, kot fotografiranjih, ker si na fotografijah ni bila všeč. Manekenstvo je opustila v začetku osemdesetih.

## Zasebno
Ima sina in hčer. Njen oče Franc je bil iz Goriče vasi pri Ribnici.